# Ormopteris
Ormopteris, rod papratnjača iz potporodice Cheilanthoideae, dio porodice bujadovki (Pteridaceae). Opisan je 2015. i nastao je izdvajanjem nekih vrsta iz roda Pellaea, koja se temelje na molekularnim rezultatima (Yesilyurt et al. 2015).
Postoji 5 vrsta, sve su iz Južne Amerike; Brazil, Venezuela, Bolivija.

## Vrste
1. Ormopteris crenata (R.M.Tryon) Barbará
2. Ormopteris cymbiformis (J.Prado) Barbará
3. Ormopteris gleichenioides (Gardner) J.Sm.
4. Ormopteris pinnata (Kaulf.) Lellinger
5. Ormopteris riedelii (Baker) Barbará